# Вале-де-Мендиш
Ва́ле-де-Менди́ш (порт. Vale de Mendiz) — район (фрегезия) в Португалии, входит в округ Вила-Реал. Является составной частью муниципалитета Алижо. По старому административному делению входил в провинцию Траз-уж-Монтиш и Алту-Дору. Входит в экономико-статистический субрегион Доуру, который входит в Северный регион. Население составляет 311 человек на 2001 год. Занимает площадь 5,48 км².
Покровителем района считается Святой Доминик (порт. S. Domingos de Gusmão).
Впервые упоминается в 1220 году (во времена Афонсу II) в форме Valem Menendo Dias. Тогда фрегезия входила с состав муниципального района (порт. concelho) Фаваюш (порт. Favaios). В 1855 году после упразднения муниципалитета Фавайюш фрегезия перешла в административное подчинение Алижо. В 2013 году в ходе административной реформы была упразднена как самостоятельная единица и вошла в состав укрупнённого объединения фрегезий (порт. união de freguesias) Вале-де-Мендиш, Казал-де-Лойвуш и Виларинью-де-Коташ.